# 田畑凌
田畑 凌（たばた りょう、1996年7月5日 - ）は、ジャパンラグビーリーグワン横浜キヤノンイーグルスに所属するラグビー選手。

## プロフィール
- 兵庫県出身[1]。
- ポジションはセンター(CTB)。
- 身長 177 cm、体重 91 kg
- ニックネームはたば、TBT。
- 関西学生代表に選ばれたことがある[2]。

## 略歴
2015年、報徳学園高校卒業後、京都産業大学に入る。
2019年、京都産業大学卒業後、キヤノンイーグルス(現・横浜キヤノンイーグルス)に加入。
2023年4月9日に行われたJAPAN RUGBY LEAGUE ONE第14節グリーンロケッツ東葛戦にて途中出場でリーグワン公式戦初出場を果たして、デビュー戦でトライをあげた。